# 1549 Mikko
1549 Mikko eller 1937 GAär en asteroid upptäckt den 2 april 1937 av den finske astronomen Yrjö Väisälä vid Storheikkilä observatorium. Asteroiden har fått sitt namn efter Mikko Arthur Levander, en finsk amatörastronom och svärfar till upptäckaren.
Den tillhör asteroidgruppen Flora.